# Max Fliedner
Max Friedrich Martin Georg Fliedner (* 10. November 1843 in Hanau; † 22. März 1925 in Kassel) war ein deutscher Verwaltungsbeamter.

## Leben
Fliedner war der Sohn des Hanauer Gymnasiallehrers Conrad Fliedner. Er heiratete am 15. Oktober 1878 Caroline Freyschmidt (* 1. November 1858), die Tochter des Kasseler Hofbuchhändlers August Freyschmidt.
Fliedner besuchte die Realschule in Hanau und legte am 12. März 1863 das Abitur am Kurfürstlichen Gymnasium Hanau ab. Er studierte an der Universität Marburg Rechtswissenschaften und legte am 22. April 1868 das erste Staatsexamen in Kassel mit der Note gut ab. Ab dem 4. Mai 1868 war er Oberappellationsgerichtsreferendar in Hanau und Kassel. Im Januar 1874 legte er in Berlin das zweite Staatsexamen („ausreichend“) ab. Er war zunächst vom Militärdienst freigestellt, diente aber im Deutsch-Französischen Krieg als Freiwilliger im 2. Hessischen Infanterie-Regiment Nr. 82. Er schied im Rang eines Vize-Feldwebels aus dem Dienst aus.
Ab dem 4. Februar 1874 war er Gerichtsassessor, bevor er am 15. November 1876 in die Verwaltung wechselte und Regierungsassessor bei der Regierung Münster wurde. Am 24. Mai 1877 wurde er an die Regierung Stralsund und am 14. Juli 1877 an die Regierung Kassel versetzt. Am 31. Januar 1879 wurde ihn die Verwaltung des Landratsamtes Hünfeld anvertraut, am 3. November 1879 erfolgte die definitive Ernennung zum Landrat im Landkreis Hünfeld. Am 13. März 1882 wurde er als Landrat in den Landkreis Schmalkalden versetzt. Ab dem 4. August 1891 war er kommissarisch und ab dem 20. Juni 1892 definitiv Landrat im Landkreis Fulda. Dezember 1894 wurde er im Range eines Oberregierungsrates als Dirigent der Abteilung für Kirchen- und Schulsachen bei der Regierung Kassel versetzt. 1909 wurde er in den Ruhestand versetzt.

## Auszeichnungen
- Roter Adlerorden mit Schleife, 3. Klasse
- Königlicher Kronen-Orden, 2. Klasse (1909)
- Kriegsdenkmünze für die Feldzüge 1870–71 für Combattanten
- Herzoglich Sachsen-Ernestinischer Hausorden, Ritterkreuz 3. Klasse